# Portret van Floris Soop
Portret van Floris Soop, in het verleden De vaandeldrager genoemd, is een schilderij van Rembrandt in het Metropolitan Museum of Art in New York.

## Voorstelling
Het stelt een man voor in uniform. De vlag, de gevederde hoed en de rijkversierde, vergulde schouderriem geven aan dat hij vaandeldrager is bij een van de schutterijen van Amsterdam. Het is vrijwel zeker Floris Soop, een rijke vrijgezel met een grote schilderijenverzameling. In zijn boedelinventaris van 1657 staat van Rembrandt een ‘conterfeijtsel’ (portret) vermeld, ‘soo groot als het leven’. Deze identificatie werd gedaan door kunsthistorica Isa van Eeghen.

## Herkomst
Het schilderij is vermoedelijk identiek met het ‘[conterfeijtsel] van Floris Soop soo groot als het leven’ dat in 1657 vermeld wordt in de boedelinventaris van de geportretteerde. Na zijn dood kwam dit werk aan zijn oom, Petrus Scriverius in Oudewater, die het op zijn beurt naliet aan zijn zoon, Willem Schrijver.
In 1769 werd het gesignaleerd in de verzameling van de Britse schilder Joshua Reynolds. Tijdens zijn boedelveiling op 17 maart 1795 bij Christie's in Londen werd het voor 37 pond en 16 shilling gekocht door een zekere Ottley. Tijdens de boedelveiling van Ottley op 8 mei 1798 bij veilinghuis Phillips werd het voor 9 guineas gekocht door Richard Westhall in Londen. In 1801 was het in het bezit van George Greville, 2e graaf van Warwick te Warwick Castle in Warwick. Het bleef in het bezit van de familie Greville in ieder geval tot 1871, toen het tentoongesteld werd in de Royal Academy of Arts. In 1896 was het in het bezit van de Parijse kunsthandelaar Charles Sedelmeyer. Later wordt het nog gesignaleerd bij kunsthandel Charles J. Wertheimer, kunsthandel Agnew & Sons en kunsthandel Duveen Brothers. Deze laatste verkocht het in of voor 1901 aan de Amerikaanse spoorwegmagnaat George Jay Gould I. Na zijn dood werd het in of voor 1925 teruggekocht door Duveen, die het in 1926 voor 250.000 dollar verkocht aan de New Yorkse bankier Jules Bache. Na zijn dood liet hij zijn kunstcollectie na aan het Metropolitan Museum of Art.